# Jan Přikryl (partyzán)
Jan Přikryl (11. července 1913 Haná – 12. července 1949 státní hranice u obce Salajna) byl český protinacistický a protikomunistický odbojář, který byl v roce 1949 zastřelen československými příslušníky Pohraniční stráže při pokusu překročit státní hranici do Západního Německa při útěku z Československa.

## Život
Narodil se v roce 1913 na Hané. Za druhé světové války se v roce 1944 zapojil do protinacistického odboje a stal se partyzánem, když se zapojil v 1. československé partyzánské brigádě Jana Žižky. Po konci války se s rodinou přestěhoval do Nového Malína. Po Únoru 1948 se ještě téhož roku zapojil i do odboje proti komunistickému režimu. Stal se přitom členem Světlany, přičemž v rámci svého působení pomáhal šířit ilegální letáky, ukrývat osoby či shromažďovat prostředky na ozbrojený odpor proti režimu. Poté, co byla skupina infiltrována agenty Státní bezpečnosti a řada jejích členů byla zatčena (několik z nich také popraveno), se rozhodl z Československa uprchnout. Státní hranici se pokusil překročit v červenci 1949 u obce Salajna, nicméně během této své snahy byl zastřelen pohraničníkem, když se zatčení bránil se zbraní. Pohřben byl v Paliči.

### Odkaz
Se svou ženou měl čtyři děti. Celá rodina po jeho smrti zažívala v dobách komunismu opakovanou šikanu ze strany státních orgánů a byla nucena pracovat v dělnických profesích. V roce 2017 byl Přikryl rehabilitován a v říjnu téhož roku mu prezident Miloš Zeman udělil in memoriam medaili Za hrdinství. V roce 2019 byla k uctění jeho památky v Novém Malíně instalována pamětní deska.